# Ênio Carlos
Ergamênio Viana Pinto, mais conhecido como Ênio Carlos (Aracati, 25 de fevereiro de 1965 — Fortaleza, 20 de outubro de 2016) foi um apresentador de rádio e TV brasileiro.
Casado com Juracéia Soares Viana Pinto e pai de 3 filhas, Ênio Carlos morreu aos 51 anos por um câncer no cérebro.

## Biografia e carreira
Filho de José Marques Pinto e Maria Izete Pinto, Ênio Carlos nasceu na casa de seus avós localizada em Aracati no dia 25 de fevereiro de 1965. Sua vida de radialista começara sendo, aos 16 anos foi convidado pela Rádio Cultura de Aracati para fazer propaganda da rádio em sua cidade, ele não foi convidado a toa, pois ele se destacava em seus antigos colégios como melhor leitor. Na década de 80, interessado no novo emprego decidiu fazer um curso de radialista, até que em 1988 se mudou para Fortaleza para tentar trabalhar no rádio. Assim, no mesmo ano o radialista vindo de Aracati foi convidado por Paulo Lélis, que apresentava o Show da Madrugada na Rádio Verdes Mares. Vendo seu sucesso no rádio, Ênio Carlos decide trabalhar como repórter. Começou a fazer reportagens para o Esporte Espetacular do Ceará, na TV Verdes Mares (Rede Globo) em 1990. Na capital também já tinha trabalhado na Rádio Assunção e Rádio Cidade AM. Em 1993 trabalhou na Rede Manchete apresentando programas de auditórios, até Décio Luis substitui-lo. Desde a fundação da TV Diário, em 1998, trabalhou na apresentação do Programa Ênio Carlos, sempre aos domingos.

## Morte
Em agosto de 2016, Ênio Carlos é afastado de seu programa e é internado por ter um tumor cerebral. Com seu afastamento o programa foi temporariamente apresentado por Emanuel Sales e Mari Sousa. Em 20 de outubro morre em Fortaleza.
No domingo, 23 de outubro, o Programa Ênio Carlos chega ao fim e é trocado pelo programa JackLima.com, apresentado por Jack Lima, outra apresentadora da TV Diário. Em 25 de outubro do mesmo ano foi homenageado na Câmara dos Deputados.